# Carsten Fock

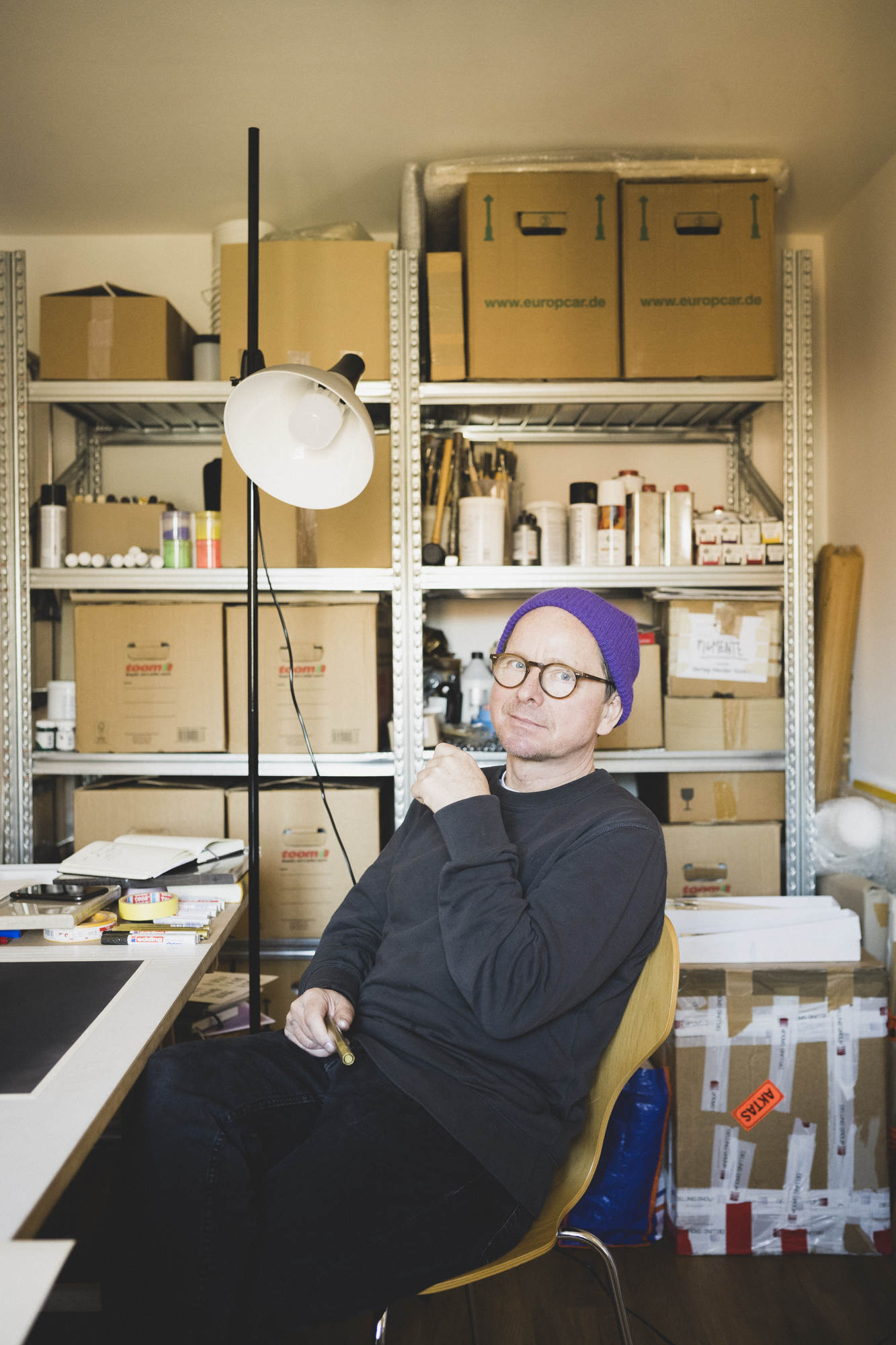

Carsten Fock (* 1968 in Weida) ist ein deutscher Künstler. ArtFacts listet ihn zu den Top 1.000 zeitgenössischen Künstlern Deutschlands.

## Leben
Carsten Fock wuchs in Thüringen auf. 1988 floh er aus der DDR in die Bundesrepublik Deutschland, wo er eine Ausbildung zum Groß- und Außenhandelskaufmann absolvierte. Nach dem Besuch der Werkbund Werkstatt Nürnberg studierte er zunächst an der Kunsthochschule Kassel bei Alison Knowles und Rolf Lobeck und wechselte zu Per Kirkeby und Georg Herold an die Städelschule Frankfurt. Seit 2000 arbeitet er als freier Künstler, zunächst in Frankfurt, später in Berlin, Wien, Los Angeles, Paris, Kopenhagen, München, Salzburg.
Fock erhielt zahlreiche Stipendien, darunter die Residenz im Centro Tedesco di Studi Veneziani, mehrfach Residency im Centro Cultural Andratx und in der Sammlung Lenikus Wien.
Carsten Fock lebt und arbeitet in Bamberg und im dänischen Vejby.

## Werk

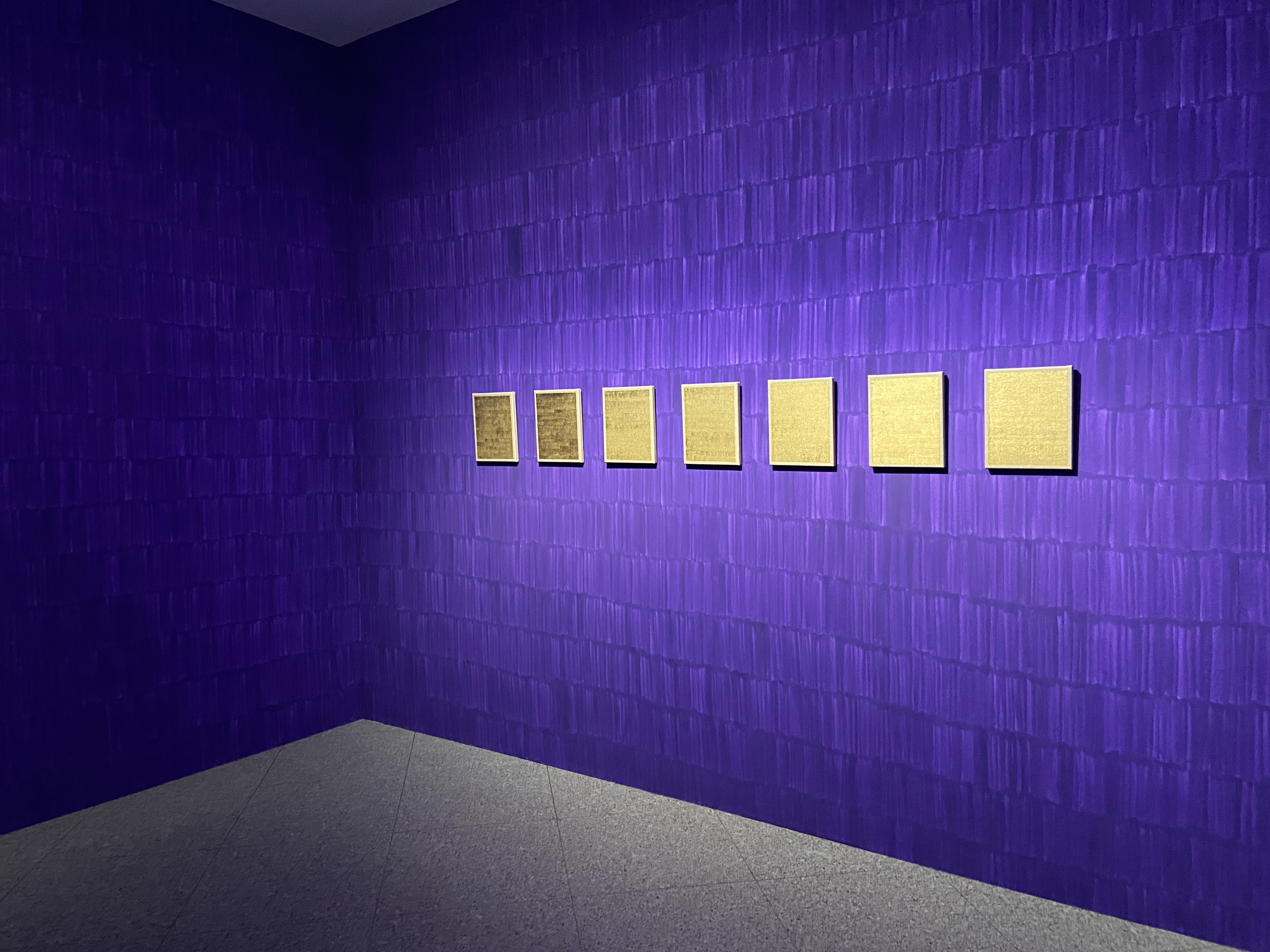
Carsten Focks Installation „every day is a day (of rebellion)“ im Rahmen der Ausstellung „Farbe ist Programm“ 2022 in der Bundeskunsthalle Bonn

Fock setzt sich besonders mit der deutschen Landschaftsmalerei auseinander. Zu den bekannteren Arbeiten Focks zählen unter anderem Kosmos der Angst (2010), Wandarbeit, Sammlung Museum für Moderne Kunst, Frankfurt every day is a day [of rebellion], Rauminstallation, Farbe ist Programm, Bundeskunsthalle, Bonn. Jüngere Arbeiten aus dem VINTEREN Zyklus von 2023 befinden sich in der Sammlung Städtische Galerie im Lenbachhaus, München.

## Ausstellungen

### Einzelausstellungen (Auswahl)
- 2023 Vinteren[10], Galerie Sabine Knust, Muenchen;
- 2022 Painting and Its Discontents[11], Collectors Agenda, Wien;
- 2022 Zum Meer[12], Wolfgang Jahn, Landshut;
- 2021 Vejby[13], Galerie Jochen Hempel, Leipzig;
- 2016 Salzburg[14], Kunstverein Salzburg, Salzburg;
- 2016 Kosmos der Angst[15] in Sammlung Museum für Moderne Kunst, Frankfurt;
- 2015 Scendere a terra[16], Städtische Galerie Wolfsburg, Wolfsburg;
- 2015 God is in the House[17], Deutsche Gesellschaft für christliche Kunst, München;
- 2014 Sonnenaufgang, Sonnenuntergang, Kunstverein Gera (mit Otto Dix), Gera;
- 2013 Rave[18], Galerie Karl Pfefferle, München;
- 2011 Kosmos der Angst, SEPTEMBER, Berlin
- 2010 Kalte Sterne, SEPTEMBER, Berlin
- 2009 The Devil, SEPTEMBER, Berlin
- 2002 GASAG Kunstpreis 2002, Kunstfabrik Berlin;

### Gruppenausstellungen (Auswahl)
- 2022 Farbe ist Programm[19], Bundeskunsthalle Bonn, Bonn;
- 2018 35 Jahre Galerie Karl Pfefferle, München;
- 2017 Landschaft und Vergessen III[20], Centro Cultural Andratx, Andratx, Mallorca;
- 2016 Steinle Contemporary Revistited, Neues Museum Nürnberg, Nürnberg;
- 2015 Aeolsharfe, Deutsche Gesellschaft für christliche Kunst, München;
- 2014 Herz der Finsternis, verhudelt, Kunstsammlung Jena, Jena;
- 2013 Landschaft und Vergessen[21], Künstlerhaus Bethanien, Berlin (mit Per Kirkeby);
- 2013 Der zweite Blick, Städtische Galerie Nordhorn, Nordhorn;
- 2011 Solo, Neuer Kunstverein Wien, Wien (mit William Forsythe);
- 2010 New Frankfurt Internationals, Stories and Stages, Kunstverein Frankfurt und MMK Zollamt, Frankfurt am Main;
- 2008 Vertrautes Terrain, ZKM Karlsruhe, Karlsruhe;
- 2003 deutschemalereizweitausenddrei, Frankfurter Kunstverein, Frankfurt am Main;
- 2003 6th Sharjah International Art Biennial, Sharjah, Dubai;
- 2002 dark spring, Ursula Blickle Stiftung Kraichtal, kuratiert von Nicolaus Schafhausen;
- 2001 Neue Welt, Frankfurter Kunstverein, kuratiert von Nicolaus Schafhausen;

### Sammlungen (Auswahl)
- Deutsche Bank Frankfurt M. UBS, Basel;
- Berlinische Galerie, Berlin GASAG, Berlin;
- Museum für Moderne Kunst[22], Frankfurt am Main;
- Sammlung zeitgenössischer Kunst der Bundesrepublik Deutschland;
- Neues Museum Nürnberg, Nürnberg;
- Sammlung Hermès, Paris;
- Centro Cultural Andratx, Andratx, Mallorca;

## Preise und Stipendien
- 2015 Residenz Deutsches Studienzentrum in Venedig Centro Tedesco di Studi Veneziani;
- 2013 Arbeitsstipendium des Berliner Senats;
- 2010 Arbeitsstipendium des Berliner Senats;
- 2009 Residenz Programm 2009, Centro Cultural Andratx, Andratx, Mallorca;
- 2009 Residenz Sammlung Lenikus, Wien;
- 2008 Residenz Programm 2008, Centro Cultural Andratx Atelierstipendium Andratx, Mallorca;
- 2008 Residenz Künstlerstätte Schloss Bleckede;
- 2007 Residenz Programm 2007, Centro Cultural Andratx, Andratx, Mallorca;
- 2002 All You Can Eat – GASAG-Kunstpreis 2002[23],Kunstfabrik, Berlin.

## Veröffentlichungen
- God is in the House, Scendere a Terra, Towers of the Virgin, Rave, Glaube und Verzweiflung, Die Würde und der Mut, Glück auf, Kosmos der Angst, Kalte Sterne, The Devil, DG Munich and Museum Städtische Galerie Wolfsburg, Berlin, argobooks, 2015[24];
- Kritisches Lexikon der Gegenwartskunst, Petra Schaefer, Centro Tedesco di Studi Veneziani, 2015;
- Dritte Welle. Die Gruppe SPUR, der Pop und die Politik, Kunsthalle zu Kiel, Köln, 2013, p. 250.
- Backpack, Bregenzer Kunstverein, Bregenz, 2009[25]

## Links
- In the Studio Carsten Fock, Bamberg | »Kunst ist die Konfrontation mit mir selbst.« auf collectorsagenda.com, abgerufen am 6. Juli 2023.